# Adrian Metcalfe
Adrian Metcalfe (Bradford, 2 de marzo de 1942-8 de julio de 2021) fue un atleta británico, especializado en la prueba de 4x400 m en la que llegó a ser subcampeón olímpico en 1964.

## Carrera deportiva
En los Juegos Olímpicos de Tokio 1964 ganó la medalla de plata en los relevos 4x400 metros, con un tiempo de 3:01.6 s, llegando a meta tras Estados Unidos que con 3:00.7 s batió el récord del mundo, y por delante de Trinidad y Tobago, siendo sus compañeros de equipo: Tim Graham, John Cooper y Robbie Brightwell.